# Academia Lituana de Música y Teatro
La Academia Lituana de Música y Teatro (en lituano: Lietuvos muzikos ir teatro akademija) se localiza en Vilna, la capital de Lituania. Se trata de un conservatorio que tiene apoyo estatal y capacita a los estudiantes en la música, el teatro y las artes multimedia.

## Historia
El compositor Juozas Naujalis fundó una escuela de música en 1919 en Kaunas. Esta escuela fue reorganizada en el Conservatorio de Kaunas en 1933. En 1949 el Conservatorio de Kaunas y el Conservatorio de Vilna, fundado en 1945, se fusionaron en el Conservatorio Estatal de Lituania. El Conservatorio de Estado pasó a llamarse la Academia de Música de Lituania (LMA) en 1992], y en 2004 se convirtió en la Academia Lituana de Música y Teatro.